# Antonio Rotondo y Rabasco
Antonio Rotondo y Rabasco, né le 8 novembre 1808 à Madrid et mort le 6 mai 1879 dans la même ville, est un écrivain, artiste peintre, historien et dentiste espagnol.

## Biographie
Antonio Rotondo est né le 8 novembre 1808 à Madrid. Il est un élève de Jenaro Pérez Villaamil.
Il est mort le 6 mai 1879 dans sa ville natale.